# Margherita di Scozia (regina di Norvegia)
Margherita di Scozia, regina di Norvegia (Windsor, 28 febbraio 1261 – Tønsberg, 9 aprile 1283), era figlia di Alessandro III di Scozia e di Margherita d'Inghilterra a sua volta figlia di Enrico III d'Inghilterra.
Margherita nacque al castello di Windsor nel 1261, suo padre Alessandro III di Scozia la destinò in sposa a Eirik II di Norvegia sperando di pacificare con questo matrimonio le frequenti tensioni fra le due regioni. Il contratto di matrimonio siglato nel 1281 prevedeva una dote considerevole da parte della principessa, 14.000 marchi, e una clausola che prevedeva il figlio della coppia come erede al trono di Scozia oltre che a quello di Norvegia.
Così Margherita nel 1281 partì per sposare il quattordicenne re Eirik, tuttavia il matrimonio fu di breve durata, solo due anni dopo la regina si spegneva nel mettere al mondo la figlia Margherita di Scozia che, alla morte del nonno, erediterà il trono scozzese (anche se poi non riuscirà mai a regnare effettivamente).
Le spoglie della regina riposano ora a Bergen.

## Ascendenza
|                          |                        |                                    | Genitori                |  |  | Nonni |  |  | Bisnonni              |  |  | Trisnonni        |  |
|                          |                        |                                    |                         |  |  |       |  |  | Guglielmo I di Scozia |  |  | Enrico di Scozia |  |
|                          |                        |                                    |                         |  |  |       |  |  | Guglielmo I di Scozia |  |  | Enrico di Scozia |  |
|                          |                        | Ada de Warenne                     |                         |  |  |       |  |  | Guglielmo I di Scozia |  |  |                  |  |
| Alessandro II di Scozia  |                        |                                    |                         |  |  |       |  |  | Guglielmo I di Scozia |  |  |                  |  |
|                          |                        | Ermengarda de Beaumont             | Riccardo I di Beaumont  |  |  |       |  |  |                       |  |  |                  |  |
|                          |                        | Ermengarda de Beaumont             | Riccardo I di Beaumont  |  |  |       |  |  |                       |  |  |                  |  |
|                          |                        | Ermengarda de Beaumont             | Lucie de l'Aigle        |  |  |       |  |  |                       |  |  |                  |  |
| Alessandro III di Scozia |                        | Ermengarda de Beaumont             |                         |  |  |       |  |  |                       |  |  |                  |  |
|                          |                        | Enguerrand III de Coucy            | Ralph I de Coucy        |  |  |       |  |  |                       |  |  |                  |  |
|                          |                        | Enguerrand III de Coucy            | Ralph I de Coucy        |  |  |       |  |  |                       |  |  |                  |  |
|                          |                        | Enguerrand III de Coucy            | Alix de Dreux           |  |  |       |  |  |                       |  |  |                  |  |
| Maria di Coucy           |                        | Enguerrand III de Coucy            |                         |  |  |       |  |  |                       |  |  |                  |  |
|                          |                        | Marie de Montmirel                 | Jean I de Montmirel     |  |  |       |  |  |                       |  |  |                  |  |
|                          |                        | Marie de Montmirel                 | Jean I de Montmirel     |  |  |       |  |  |                       |  |  |                  |  |
|                          |                        | Marie de Montmirel                 | Helvide de Dampierre    |  |  |       |  |  |                       |  |  |                  |  |
| Margherita di Scozia     |                        | Marie de Montmirel                 |                         |  |  |       |  |  |                       |  |  |                  |  |
|                          | Giovanni d'Inghilterra | Enrico II d'Inghilterra            |                         |  |  |       |  |  |                       |  |  |                  |  |
|                          | Giovanni d'Inghilterra | Enrico II d'Inghilterra            |                         |  |  |       |  |  |                       |  |  |                  |  |
|                          | Giovanni d'Inghilterra | Eleonora d'Aquitania               |                         |  |  |       |  |  |                       |  |  |                  |  |
| Enrico III d'Inghilterra | Giovanni d'Inghilterra |                                    |                         |  |  |       |  |  |                       |  |  |                  |  |
|                          |                        | Isabella d'Angoulême               | Ademaro III d'Angoulême |  |  |       |  |  |                       |  |  |                  |  |
|                          |                        | Isabella d'Angoulême               | Ademaro III d'Angoulême |  |  |       |  |  |                       |  |  |                  |  |
|                          |                        | Isabella d'Angoulême               | Alice di Courtenay      |  |  |       |  |  |                       |  |  |                  |  |
| Margherita d'Inghilterra |                        | Isabella d'Angoulême               |                         |  |  |       |  |  |                       |  |  |                  |  |
|                          |                        | Raimondo Berengario IV di Provenza | Alfonso II di Provenza  |  |  |       |  |  |                       |  |  |                  |  |
|                          |                        | Raimondo Berengario IV di Provenza | Alfonso II di Provenza  |  |  |       |  |  |                       |  |  |                  |  |
|                          |                        | Raimondo Berengario IV di Provenza | Garsenda di Provenza    |  |  |       |  |  |                       |  |  |                  |  |
| Eleonora di Provenza     |                        | Raimondo Berengario IV di Provenza |                         |  |  |       |  |  |                       |  |  |                  |  |
|                          |                        | Beatrice di Savoia                 | Tommaso I di Savoia     |  |  |       |  |  |                       |  |  |                  |  |
|                          |                        | Beatrice di Savoia                 | Tommaso I di Savoia     |  |  |       |  |  |                       |  |  |                  |  |
|                          |                        | Beatrice di Savoia                 | Margherita di Ginevra   |  |  |       |  |  |                       |  |  |                  |  |
|                          |                        | Beatrice di Savoia                 |                         |  |  |       |  |  |                       |  |  |                  |  |